# (37286) 2000 YL101
2000 YL101 (asteroide 37286) é um asteroide da cintura principal. Possui uma excentricidade de 0.08019960 e uma inclinação de 23.83058º.
Este asteroide foi descoberto no dia 28 de dezembro de 2000 por LINEAR em Socorro.